# Honorije IV.
Honorije IV., rođen kao Giacomo Savelli, papa od 2. travnja 1285. do 3. travnja 1287. godine.